# Złotoryja (stacja kolejowa)
Złotoryja – ładownia publiczna i przystanek osobowy (dawniej węzłowa stacja kolejowa) położone w Złotoryi, w Polsce. Dawna stacja została otwarta 15 października 1884, wraz z otwarciem fragmentu linii kolejowej Legnica – Złotoryja.

## Otwarcie
Pomysły na połączenie Złotoryi z liniami kolejowymi Wrocław  – Legnica – Berlin/Drezno (nr 275) oraz Śląską Koleją Górską (niem. Schlesischegebirgsbahn) pojawiły się w latach 60. XIX wieku. Prace i przygotowania trwały około dwadzieścia lat. Szlak do Legnicy otwarto 15 października 1884, a uroczysty przejazd inauguracyjny odbył się 13 października 1884. Brali w nim udział oficjalni goście, m.in. nadburmistrz Legnicy Ottomar Oertel, przedstawiciele władz rejencyjnych i państwowych. Skład wyruszył z Legnicy o godz. 12:15. Na stacjach i przystankach pośrednich (Pawłowice Małe, Wilczyce, Kozów) witany był oklaskami przez ludność miejscową. Około godz. 13:15 dotarł do przejazdu pod Górką Mieszczańską, gdzie oczekiwała delegacja z burmistrzem Złotoryi o nazwisku Kamcke, która wsiadła do pociągu. W Złotoryi wystrzelono sztuczne ognie, zaproszono orkiestrę, a tłumy ludzi przywitały przyjeżdżających oklaskami. Przyjęcie dla delegacji odbyło się w gospodzie Pod Trzema Górami (niem. Gasthof zu den Drei Bergen). Około godz. 19:00 delegacja skierowała się na dworzec celem powrotu.

## Położenie
Dawna stacja jest położona w północnej części miasta Złotoryja, na północ od Starego Miasta, między ulicą Grunwaldzką (część drogi wojewódzkiej nr 364) a rzeką Kaczawą. Administracyjnie położona jest w województwie dolnośląskim, w powiecie złotoryjskim, w mieście Złotoryja.
Ładownia i przystanek są położone na wysokości 189 m n.p.m.

## Linie kolejowe
Dawna stacja Złotoryja miała charakter stacji węzłowej, natomiast obecnie ma charakter przelotowy. Z niej rozpoczynały się lub przebiegają następujące linie:
- 284 Legnica – Jerzmanice-Zdrój (d. Legnica – granica państwa; 21,282 km),
- 316 Złotoryja – Rokitki (linia zlikwidowana; 0,000 km).

## Infrastruktura
Na dawnej stacji znajdował się bądź znajduje się:
- dworzec kolejowy z magazynem i rampą; budynek jest zaniedbany, pełni funkcje mieszkalne,
- dodatkowy magazyn z placami ładunkowymi,
- 3 nastawnie,
- parowozownia,
- 2 wieże wodne,
- semafory kształtowe.